# Новосергієвська селищна рада
Новосе́ргієвська селищна рада (рос. Новосергиевский поселковый совет) — сільське поселення у складі Новосергієвського району Оренбурзької області Росії.
Адміністративний центр — селище Новосергієвка.

## Населення
Населення — 14487 осіб (2019; 14506 в 2010, 14004 у 2002).

## Склад
До складу селищної ради входять:
| Населений пункт        | Населення, осіб (2002) | Населення, осіб (2010) |
| ---------------------- | ---------------------- | ---------------------- |
| Землянка, село         | 487                    | 559                    |
| Казарма 1404 км, хутір | 10                     | 9                      |
| Ключ, селище           | 56                     | 35                     |
| Леб'яжка, село         | 66                     | 77                     |
| Новосергієвка, селище  | 13261                  | 13737                  |
| Черепаново, село       | 124                    | 89                     |